# Peter Paul Saldanha
Peter Paul Saldanha (Kinnigoli, 27 aprile 1964) è un vescovo cattolico indiano, dal 3 luglio 2018 vescovo di Mangalore.

## Biografia
Peter Paul Saldanha è nato nella parrocchia di Nostra Signora dei Rimedi a Kirem, vicino a Kinnigoli, il 27 aprile 1964.

### Formazione e ministero sacerdotale
Ha compiuto gli studi primari e secondari nel suo villaggio e poi ha studiato filosofia e teologia presso il seminario interdiocesano "San Giuseppe" di Jeppu, Mangalore. Nel 1994 si è diplomato in psicologia del profondo e formazione presso l'Istituto per formatori di Bangalore.
Il 6 maggio 1991 è stato ordinato presbitero per la diocesi di Mangalore. In seguito è stato vicario parrocchiale della parrocchia di San Lorenzo a Moodubelle dal 1991 al 1992; vicario parrocchiale della parrocchia di Nostra Signora dei Miracoli a Milagres dal 1992 al 1994; vicario parrocchiale della parrocchia di Nostra Signora dei Dolori a Vittal dal 1994 al 1996; docente e formatore presso il seminario interdiocesano "San Giuseppe" di Jeppu dal 1996 al 1999 e vice-rettore dello stesso dal 1997 al 1999. Nel 1999 è stato inviato a Roma per studi. Nel 2005 ha conseguito il dottorato in teologia presso la Pontificia università urbaniana con una tesi intitolata Revelation as "Self-communication of God". A study of the influence of Karl Barth and Karl Rahner on the concept of Revelation in the document of the Second Vatican Council. In seguito è stato docente presso il seminario interdiocesano "San Giuseppe" di Jeppu dal 2005 al 2010; vice-rettore dello stesso dal 2008 al 2010; docente di teologia dogmatica presso la Pontificia università urbaniana dal 2010; padre spirituale aggiunto preso il Pontificio Collegio Urbano De Propaganda Fide dal 2011 al 2015 e professore consociato presso la Pontificia università urbaniana dal 2015. Come professore di teologia, ha guidato molti studenti nei loro master e negli studi di dottorato.
Il 14 marzo 2015 è stato nominato consultore della segreteria generale del Sinodo dei vescovi e nel luglio dello stesso anno è stato nominato adiutor secretarii specialis della XIV assemblea generale ordinaria del Sinodo dei vescovi che ha avuto luogo nella Città del Vaticano dal 4 al 25 ottobre dello stesso anno sul tema "La vocazione e la missione della famiglia nella Chiesa e nel mondo contemporaneo".

### Ministero episcopale
Il 3 luglio 2018 papa Francesco lo ha nominato vescovo di Mangalore. Ha ricevuto l'ordinazione episcopale il 15 settembre successivo nel cortile della cattedrale di Nostra Signora del Santo Rosario a Mangalore dal vescovo emerito di Mangalore Aloysius Paul D'Souza, co-consacranti l'arcivescovo metropolita di Bangalore Peter Machado e il vescovo di Udupi Gerald Isaac Lobo. Durante la stessa celebrazione ha preso possesso della diocesi.
È noto per la sua semplicità e capacità di ascolto. Promuove un tipo di leadership partecipativa. Si è interessato molto alla costruzione di ponti tra varie comunità religiose e alla promozione del movimento verde. Apprezza molto gli insegnamenti di papa Francesco e ne trae ispirazione.
Nel settembre del 2019 ha compiuto la visita ad limina.
È rappresentante della Conferenza dei vescovi cattolici latini dell'India presso la Commissione internazionale sull'inglese nella liturgia.
Oltre a scrivere articoli su riviste nazionali e internazionali, è anche autore di un libro di teologia cristiana, intitolato: The Church, mystery of love and communion, pubblicato nel 2014 dalla Urbanian University Press.

## Opere
- Revelation as "Self-communication of God". A study of the influence of Karl Barth and Karl Rahner on the concept of Revelation in the document of the Second Vatican Council, Urbaniana University Press, 2005,  p. 472, ISBN 978-88-401-8090-8.
- The Church. Mystery of Love and Communion, Urbaniana University Press, 2014,  p. 304, ISBN 978-88-401-7046-6.
- Luigi Sabbarese (a cura di), Riforme nella Chiesa, riforma della Chiesa, Urbaniana University Press, 2019,  p. 352, ISBN 978-88-401-6038-2.

## Genealogia episcopale
La genealogia episcopale è:
- Cardinale Scipione Rebiba
- Cardinale Giulio Antonio Santori
- Cardinale Girolamo Bernerio, O.P.
- Arcivescovo Galeazzo Sanvitale
- Cardinale Ludovico Ludovisi
- Cardinale Luigi Caetani
- Cardinale Ulderico Carpegna
- Cardinale Paluzzo Paluzzi Altieri degli Albertoni
- Papa Benedetto XIII
- Papa Benedetto XIV
- Papa Clemente XIII
- Cardinale Marcantonio Colonna
- Cardinale Giacinto Sigismondo Gerdil, B.
- Cardinale Giulio Maria della Somaglia
- Cardinale Carlo Odescalchi, S.I.
- Cardinale Costantino Patrizi Naro
- Cardinale Lucido Maria Parocchi
- Cardinale Pietro Respighi
- Cardinale Pietro La Fontaine
- Cardinale Celso Benigno Luigi Costantini
- Cardinale James Robert Knox
- Vescovo Basil Salvadore D'Souza
- Vescovo Aloysius Paul D'Souza
- Vescovo Peter Paul Saldanha